# 井伊宜子

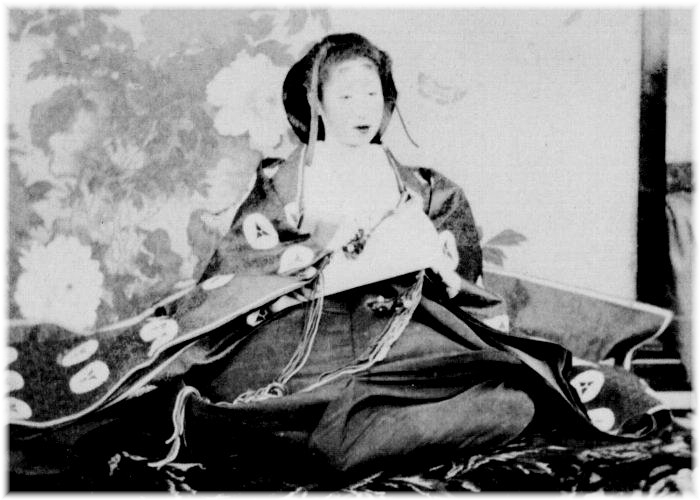
井伊宜子

井伊 宜子（いい よしこ、嘉永4年2月26日（1851年3月28日） - 明治28年（1895年）1月4日）は、江戸時代幕末から明治時代にかけての皇族、華族。父は有栖川宮幟仁親王。井伊直憲の最初の夫人。旧名宜子女王。幼名は糦宮（もりのみや）。

## 生涯
有栖川宮幟仁親王の三女。母は家女房森則子。
明治元年（1868年）9月、彦根藩主井伊直憲（のち伯爵）と縁組。同年12月結納。翌明治2年（1869年）2月21日京を発し、同23日彦根に着いて婚儀を挙げた。明治4年（1871年）9月7日、長男・弘太郎を産んだが、生後3か月足らずで夭折。明治14年（1881年）5月29日、次男・直忠を産む。
明治28年（1895年）に死去。法名は春照院。豪徳寺に葬られた。
和歌をよくし、著作に「代々木別邸内名所和歌」がある。